# Azalea
Les azalees són plantes amb flor del gènere Rhododendron dins la família de les ericàcies. Havien estat classificades dins el gènere Azalea, però això ja no és acceptat i aquest nom es considera invàlid.

## Característiques
Les azalees floreixen a la primavera i les flors marceixen després de poc de temps. Creixen a la vora dels arbres i de vegades a sota ells.
Abans les azalees es classificaven com un gènere independent de plantes, però actualment es classifiquen en dos subgèneres:
- Pentanthera (caducifoli)
- Tsutsuji (perenne).

## Usos
A Corea tradicionalment es prepara un licor aromatitzat amb azalees.
Són tòxiques per als cavalls, cabres i ovelles, però no per als gossos i gats.
Cal terra no gaire humida i un xic àcida (4.5 - 6.0 pH).

## Simbolisme cultural
A la Xina l'azalea es coneix amb el nom de "arbust que recorda a la pròpia casa" (xiangsi shu) i va ser immortalitzat a la poesia de Tu Fu.
L'azalea és la flor nacional del Nepal. També és un dels símbols de la ciutat de São Paulo, al Brasil. Als Estats Units és el símbol de l'estat de Geòrgia.

## Galeria

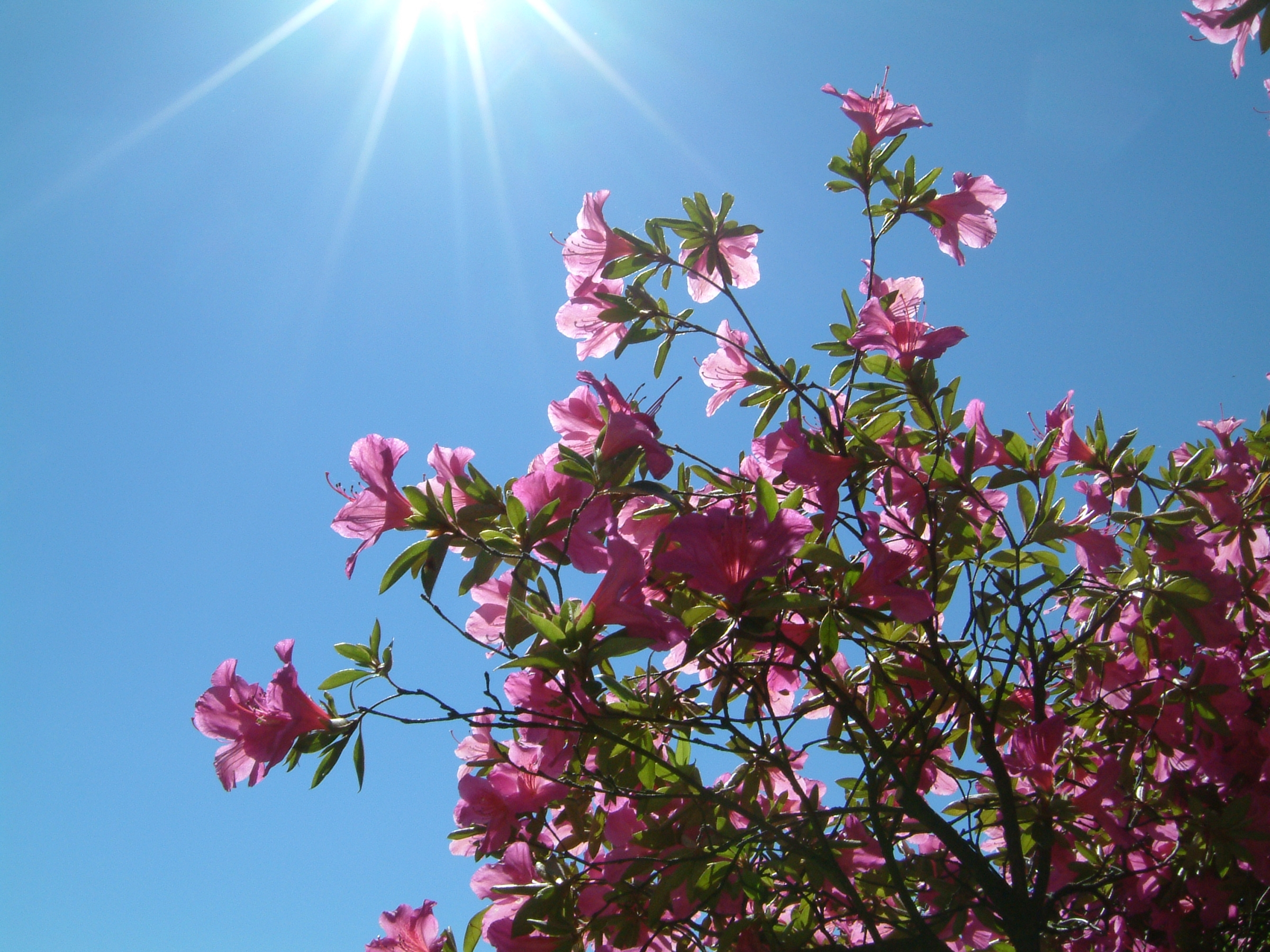
Un arbust d'azalees
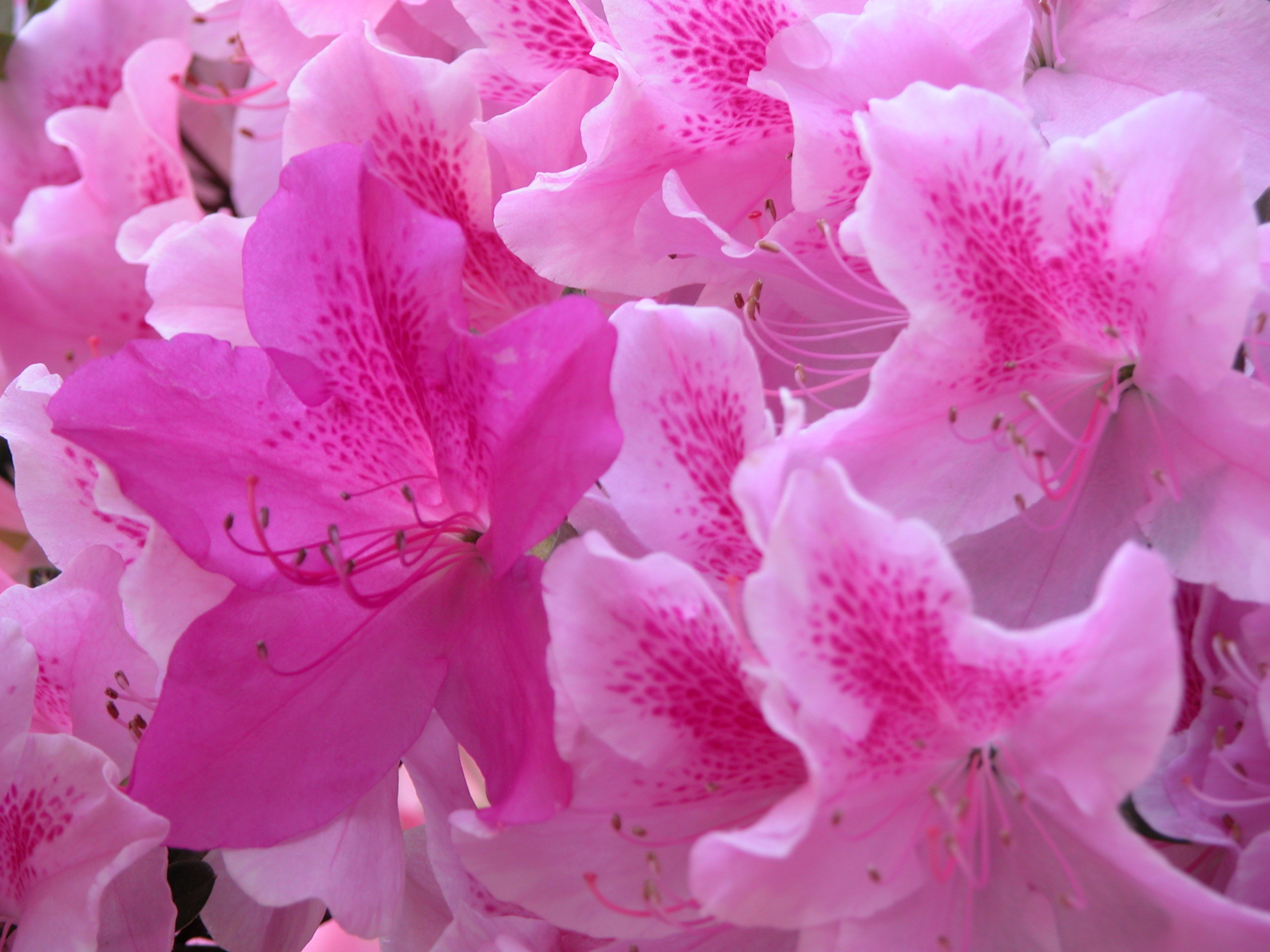
Azalea var. 'George Lindley Taber'
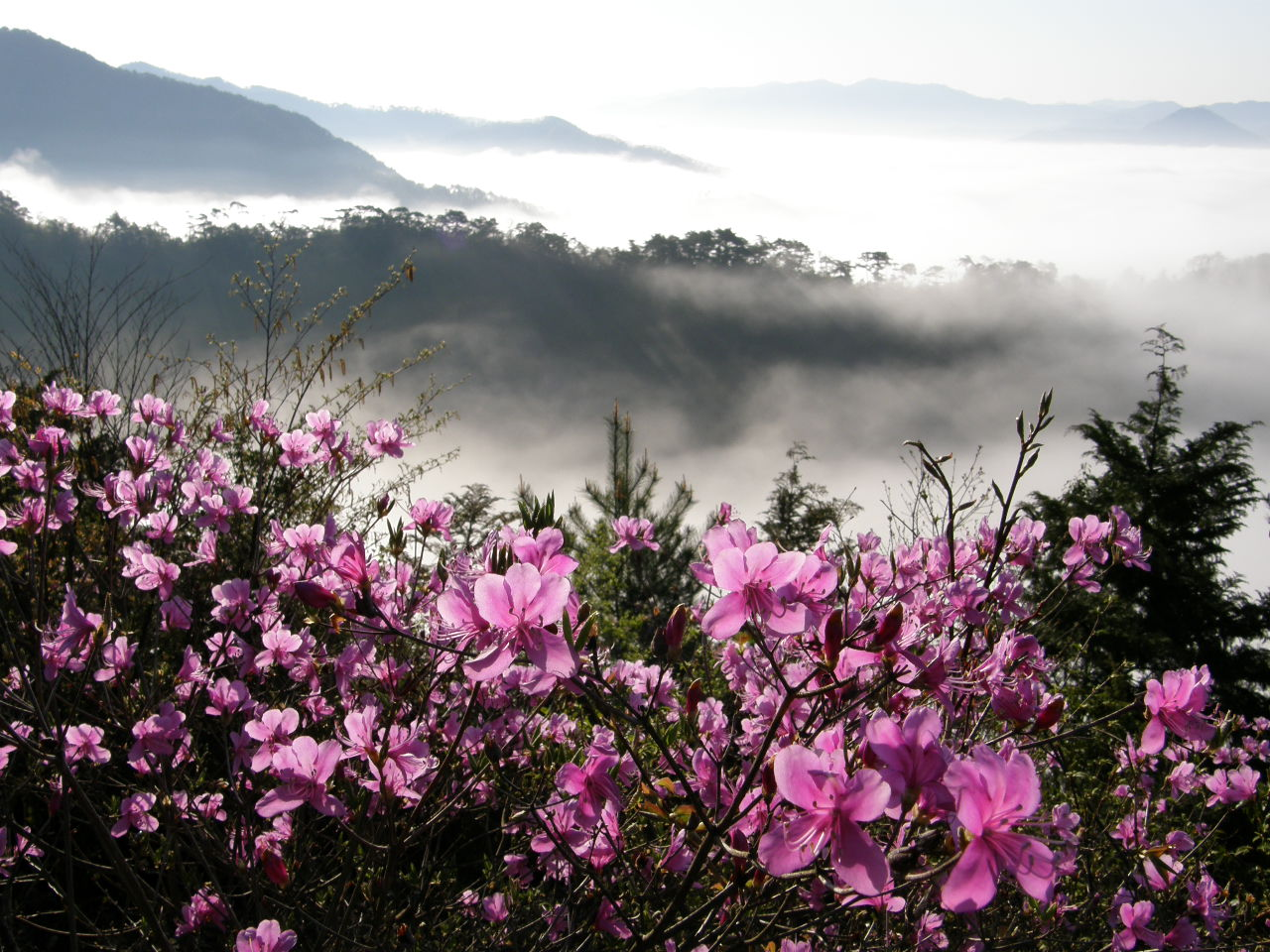
Rhododendron reticulatum. Azalees al Japó
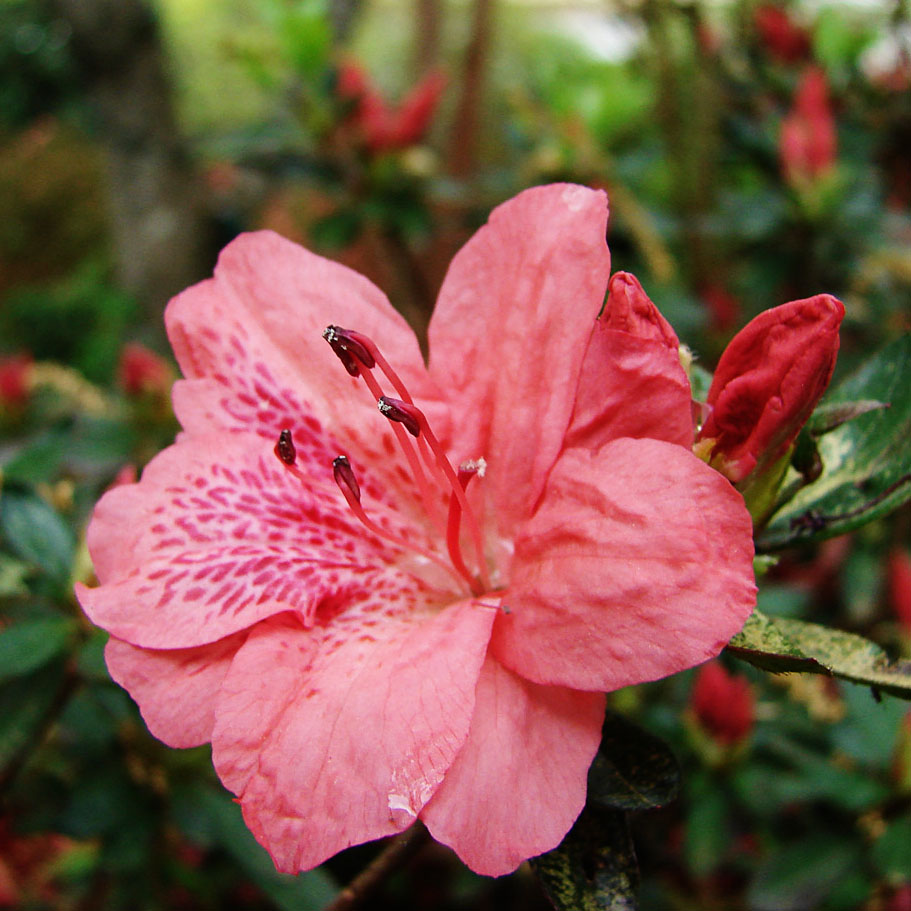
Flor d'azalea roja
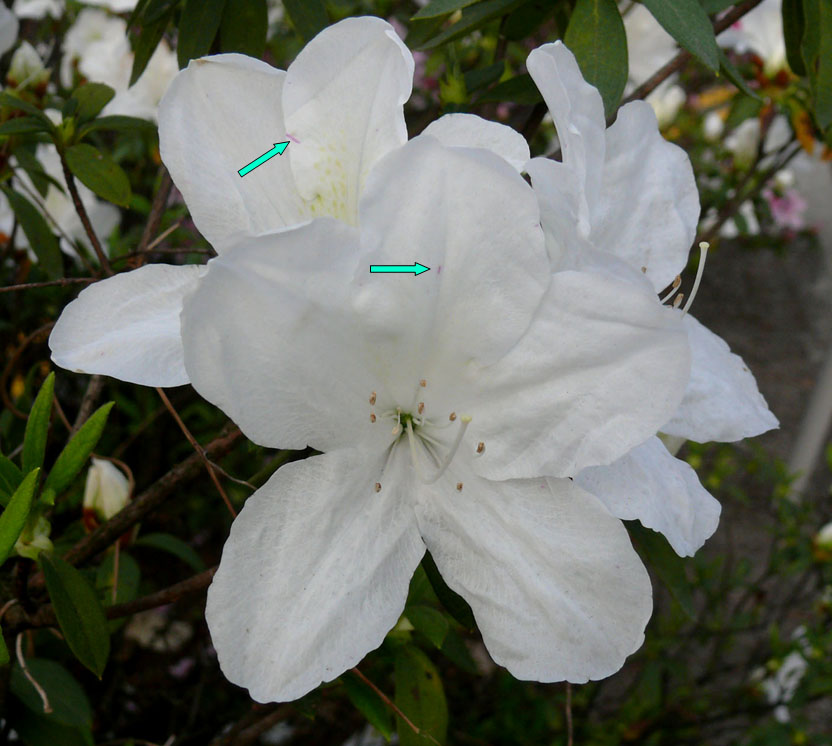
Azalea blanca
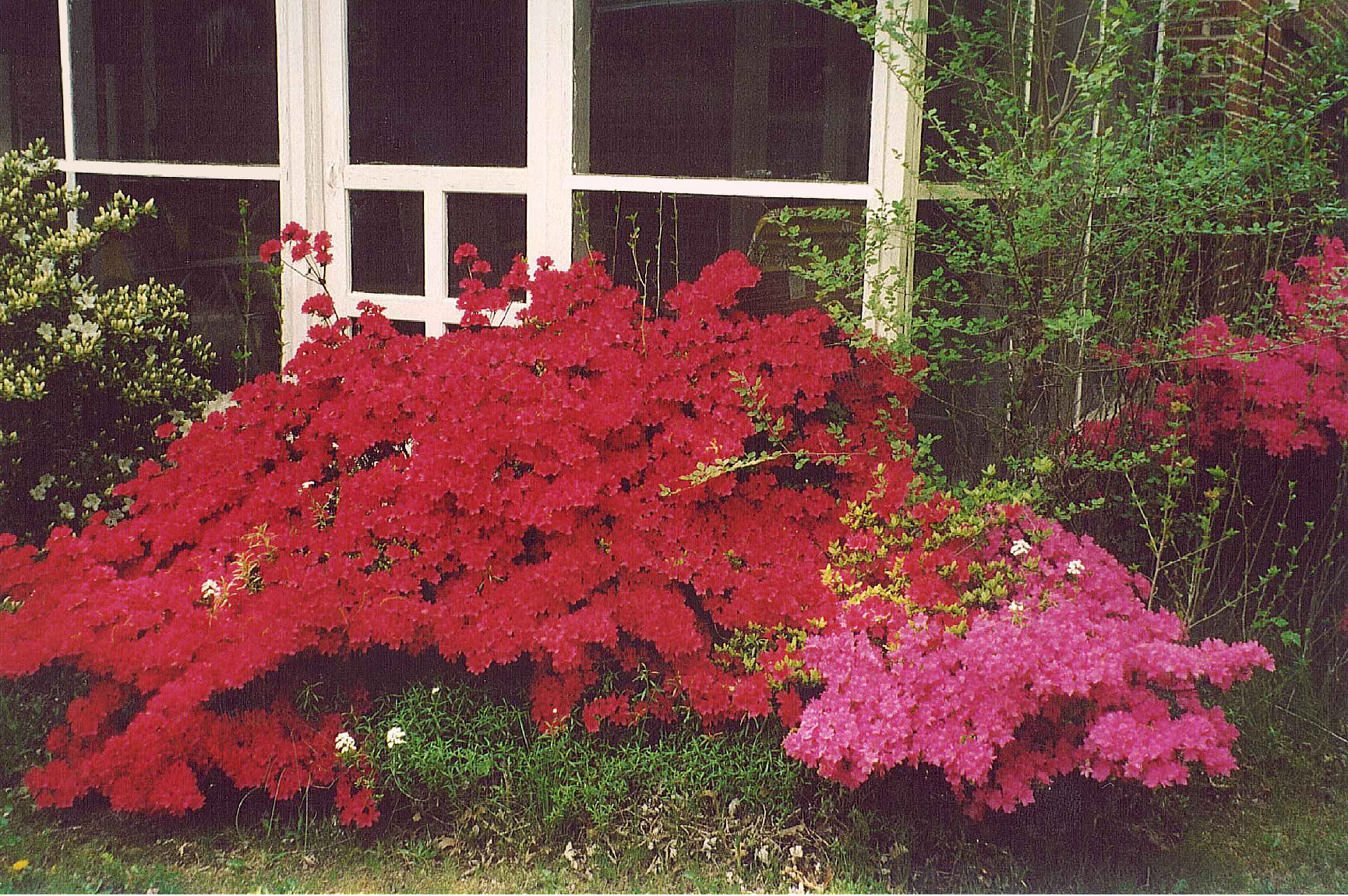
Azalea de 50 anys